# Paul Vecchiali
Paul Vecchiali (Ajaccio, 28 aprile 1930 – Gassin, 18 gennaio 2023) è stato un regista, sceneggiatore e scrittore francese.

## Biografia
Trascorse la sua infanzia a Tolone, ma la sua famiglia, sospettata di collaborazionismo, preferì lasciare la città dopo la fine della seconda guerra mondiale. Si laureò in ingegneria nel 1953, per poi debuttare nel 1961 come regista di un film sperimentale in 16 mm in bianco e nero. Ammiratore incondizionato della cinematografia francese dei primi anni Trenta, nei primi film si ispirò a quelle pellicole. 
Dopo aver creato una sua casa di produzione (Unité Trois), lavorò a lungo per la televisione francese e per documentari e telfilm destinati ai ragazzi.
Autore fortemente intellettualizzato, avvicinato dai critici a Rivette e a Eric Rohmer, Vecchiali divenne noto in Italia dopo la sezione personale dedicatagli dalla Biennale Cinema di Venezia nel 1974. Quell'anno non si era tenuta la Mostra ufficiale, ma solo una rassegna non competitiva di film nell'ambito della Biennale. Un film in particolare, Femmes Femmes, incuriosì Pasolini, tanto da invitare le due protagoniste a recitare nel suo film del 1975, Salò o le 120 giornate di Sodoma. Ebbero una certa risonanza in Italia anche i successivi Corpo a cuore (Corps à cœur) (1979), Una donna per tutti (Rosa la rose, fille publique) (1985) e Once More - Ancora(1988). In quest'ultima pellicola egli collegò, per la prima volta nel cinema, l'AIDS all'omosessualità.
Negli anni, molte sue pellicole vennero selezionate per la presentazione nella Mostra del cinema di Venezia.
Nel 2013 fu Presidente della giuria della terza edizione del Sicilia Queer filmfest, per il quale l'anno successivo ha realizzato il trailer ufficiale, un cortometraggio intitolato Just Married.
In genere le sue produzioni sono veloci e a basso costo,: era nota la sua capacità di girare un intero film in pochi giorni di lavorazione. Esemplare riguardo a ciò C'est la vie, girato in appena tre giorni, e ancor di più il successivo Trous de memoire, girato in un giorno e che, come ha scritto Élie Raufaste su Cahiers du cinéma, ha in sé la durata densa e coincisa dei ricordi. Il film, del 1984, tornò sugli schermi francesi nell'estate del 2023 qualche mese dopo la morte del regista. Si basa sui dialoghi improvvisati dei due protagonisti, Françoise Lebrun e Paul Vecchiali, che si ritrovano dopo una lunga separazione, su invito di Paul accettato da Françoise, col pretesto si ripristinare insieme memorie perdute.

## Film testamentario
Bonjour, la langue è stata la rivelazione della 76ª edizione del festival svizzero di Locarno, film definito testamentario e sconvolgente da Thierry Méranger su Cahiers du cinéma. Girato «in un solo giorno nell'ottobre 2022 (...) Vecchiali recita accanto al suo fedele collaboratore, Pascal Cervo». Il film, è stato scritto, fa da contraltare ad Adieu au langage - Addio al linguaggio di Jean-Luc Godard.

## Filmografia parziale

### Cinema
- Les Petits Drames (1961)
- Les Ruses du diable  (1966)
- L'Étrangleur (1970)
- Femmes Femmes (1974)
- Change pas de main (1975)
- La Machine (1977)
- Corpo a cuore (Corps à cœur) (1979)
- C'est la vie (1981)
- En haut des marches (1983)
- Una donna per tutti (Rosa la rose, fille publique) (1985)
- Trous de mémoire (1985)
- Once More - Ancora (Once More - Encore) (1988)
- Le Café des jules (1989)
- Wonder Boy - De sueur et de sang (1994)
- Zone franche (1996)
- À vot' bon cœur (2004)
- Bareback ou La guerre des sens (2006)
- Et + si @ff (2006)
- ...Et tremble d'être heureux (2007)
- Être ou ne pas être (2007)
- Humeurs et rumeurs (2009)
- Les gens d'en-bas (2010)
- Retour à Mayerling (2011)
- Faux Accords (2013)
- Nuits blanches sur la jetée (2015)
- C'est l'amour (2015)
- Le Cancre (2016)
- Les sept déserteurs ou La guerre en vrac (2017)
- Train de vies ou les voyages d'Angélique (2018)
- Un soupçon d'amour (2020)
- Bonjour, la langue (2023) Postumo

### Televisione
- Témoignages - serie TV, episodio Prenez garde aux moroses (1973)
- Série noire - serie TV, 01x05 (1984)
- Les jurés de l'ombre - serie TV (1987)
- Lola et quelques autres - serie TV, 01x01-02x01 (1991)
- Le Lyonnais - serie TV, episodio Sanguine (1992)
- Imogène - serie TV, episodi Imogène contre-espionne - Vous êtes folle, Imogène (1991-1996)
- L'amour est à réinventer - serie TV, 01x10 (1999)

## Opere letterarie
- Marie Christine, D'halluin et Cie, 1966
- Poussières, 1992, Ed. Aléas
- Quand meurt le fantastique, 1992, Ed. Aléas
- La pieuvre par neuf, 1998, Ed. Baleine
- Les frontières de l'aube, Stock, 2000
- Indécente mémoire, 2003, Ed. H&O
- Vade retro, 2004, Ed. H&O
- Vesperales, 2008, Ed. H&O
- Les parfums de l'aurore, Reflet, 2007
- Calme était la mer, H & O, 2010